# British Home Championship 1963/64
Die British Home Championship 1963/64 war die 69. Auflage des im Round-Robin-System ausgetragenen Fußballwettbewerbs zwischen den vier britischen Nationalmannschaften von England, Nordirland (bis 1949/50 Irland), Schottland und Wales.
| Pl.                                                        | Nationalmannschaft | Sp. | S | U | N | Tore    | Punkte |
| ---------------------------------------------------------- | ------------------ | --- | - | - | - | ------- | ------ |
| 1.                                                         | England            | 3   | 2 | 0 | 1 | 012:400 | 04:20  |
| 2.                                                         | Schottland         | 3   | 2 | 0 | 1 | 004:300 | 04:20  |
| 3.                                                         | Nordirland         | 3   | 2 | 0 | 1 | 008:110 | 04:20  |
| 4.                                                         | Wales              | 3   | 0 | 0 | 3 | 003:900 | 0:60   |
| England, Schottland und Nordirland teilten sich den Titel. |                    |     |   |   |   |         |        |

|                                               |   |            |           |
| 12. Oktober 1963 in Cardiff (Ninian Park)     |   |            |           |
| Wales                                         | – | England    | 0:4 (0:1) |
| 12. Oktober 1963 in Belfast (Windsor Park)    |   |            |           |
| Nordirland                                    | – | Schottland | 2:1 (1:0) |
| 20. November 1963 in London (Wembley Stadium) |   |            |           |
| England                                       | – | Nordirland | 8:3 (4:1) |
| 20. November 1963 in Glasgow (Hampden Park)   |   |            |           |
| Schottland                                    | – | Wales      | 2:1 (1:0) |
| 11. April 1964 in Glasgow (Hampden Park)      |   |            |           |
| Schottland                                    | – | England    | 1:0 (0:0) |
| 15. April 1964 in Swansea (Vetch Field)       |   |            |           |
| Wales                                         | – | Nordirland | 2:3 (1:3) |